# Ormenis herbida
Ormenis herbida är en insektsart som först beskrevs av Walker 1851.  Ormenis herbida ingår i släktet Ormenis och familjen Flatidae. Inga underarter finns listade i Catalogue of Life.